# Новый (Удмуртия)
Но́вый — посёлок (в 1979—2012 годах — посёлок городского типа) в Воткинском районе Республики Удмуртия Российской Федерации. Находится на правом берегу реки Камы, в непосредственной близости от Воткинского водохранилища.

## География
Расположен в 26 км к югу от Воткинска и в 6 км к северо-западу от Чайковского. 

### Улицы
| *улица Севашова - Береговая улица - Вишневый переулок - Волковская улица - Калашникова улица - Камская улица - Костоватовская улица - Л.Чайкиной улица - Лесная улица - Молодёжный проезд - Октябрьская улица - улица Победы - Парковая улица - Первомайская улица - Песочная улица - Полевая улица - Построечная улица - Рабочая улица - Корепановский переулок (Открыто в августе 2022 года) | - Садовая улица - Северная улица - Сиреневый переулок - Советская улица - Солнечная улица - Сосновая улица - Строителей - Спортивная улица - Таежная улица - Тихий переулок - Труда улица - Цветочный переулок - Центральная улица - Чайковского улица - Школьный проезд - Энергетиков улица - Южная улица |  |

## История
Посёлки Волковский и Новый возникли как барачные посёлки при строительстве Воткинской ГЭС в 50-е годы XX-го века. После постройки ГЭС в них стал жить её рабочий и обслуживающий персонал.
В 1964 году Новый и Волковский передаются из Перевозинского в Кварсинский сельсовет, а в 1969 году образуется Волковский сельсовет с центром в посёлке Волковский, куда кроме него включаются посёлок Новый и станция Построечная.
В 1989 году Новый получает статус рабочего посёлка, а Волковский сельсовет преобразуется в Нововолковский поссовет с перенесением административного центра в Новый.
В 1994 году поссовет преобразуется в Нововолковскую поселковую администрацию, а в 2004 в Муниципальное образование «Нововолковское» (городское поселение).
В 2004—2005 годах Новый, Волковский и Построечная были объединены: постановлением Госсовета УР от 26 октября 2004 года из учётных данных исключаются станция и посёлок Построечная и посёлок Волковский, а постановлением правительства УР от 22 августа 2005 года их территории включены в черту посёлка Новый.

## Население
| 2002  | 2009  | 2010  | 2012  | 2013  | 2014  | 2015  |
| ----- | ----- | ----- | ----- | ----- | ----- | ----- |
| 4642  | ↗5779 | ↘5741 | ↗5926 | ↗6056 | ↗6082 | ↘5981 |
| 2016  | 2017  | 2018  | 2019  | 2020  | 2021  |       |
| ↘5963 | ↘5911 | ↘5900 | ↗5910 | ↗5951 | ↗5980 |       |

## Экономика и социальная сфера
В посёлке работают предприятия:
- ФГУ «Национальный парк „Нечкинский“», управляющее Нечкинским национальным парком
- УАВР № 1 ООО «ГазпромТрансгазЧайковский» ОАО «Газпром»
- ОАО «Волковский карьер», разрабатывает Волковское месторождение песчано-гравийных смесей
- ОАО «Камский завод железобетонных конструкций»
- ООО "Деревообрабатывающий комбинат «Волковский»

Жители посёлка обслуживают Воткинскую ГЭС и товарную железнодорожную линию от станции Кварса.
В Новом работают:
МОУ «Волковская средняя общеобразовательная школа», 2 детских сада, МОУ «Детская школа искусств», МУЧ «ДЮСШ п. Новый», фельдшерско-акушерский пункт.